# Mandarina anijimana
Mandarina anijimana је пуж из реда Stylommatophora и фамилије Camaenidae. 

## Угроженост
Подаци о распрострањености ове врсте су недовољни.

## Распрострањење
Јапан је једино познато природно станиште врсте.

## Станиште
Врста Mandarina anijimana има станиште на копну.